# Вилхелм V (Аквитания)
Вилхелм /Гийом/ V Велики (на френски: Guillaume le Grand, на немски: Wilhelm V; * 969; † 30 януари 1030, абатство Maillezais)) от род Рамнулфиди, е от 995 г. херцог на Аквитания и като Вилхелм III граф на Поату до смъртта си. Баща е на императрица Агнес Поатиенска.

## Живот
Син е на херцог Вилхелм IV (II) и неговата съпруга Ема от Блоа.
Вилхелм е приятел с Фулхерий Шартърски и прави от заможния аквитански двор интелектуален център на Южна Франция. Той обаче не притежава военни качества. Вилхелм моли крал Робер II (упр. 996 – 1031) за помощ, за да подчини своя васал, графът на Ла Марш. Общият поход завършва неуспешно. Той е победен и от граф Фулк III (граф на Анжу) и губи територии. През 1006 г. е нападнат от викингите.
През 1024/1025 г. италианците му предлагат да им стане крал. Той отива в Италия да провери положението и се отказва за себе си и сина си.
Хронистът Адемар Шабански пише за него хвалебствена песен.

## Брак и семейство
Вилхелм V се жени три пъти.
Първи брак: с Адалмодис (Aumode) от Лимож, вдовица на Алдеберт I, граф на Ла Марш; те имат един син:
- Вилхелм VI (IV) Дебелия (Guillaume le Gros) († 1038), херцог на Аквитания и граф на Пуату 1030 – 1038

Втори брак: с Приска (Brisque) от Гаскона († пр. 1018), дъщеря на Вилхелм II, херцог на Гаскона; те имат децата:
- Ед, X 1039, херцог на Гаскона 1032 – 1039, херцог на Аквитания и граф на Пуату 1038 – 1039
- Аделаис ∞ Герод I, граф на Арманяк, († 1020)
- Теобалд (Thibault) († млад)

Трети брак: с Агнес Бургундска (* 995, † 10 ноември 1068), дъщеря на Ото Вилхелм, граф на Бургундия (Иврейска династия); те имат децата:
- Вилхелм VII (* 1023, † 1058), херцог на Аквитания и граф на Пуату 1039 – 1058
- Вилхелм VIII, херцог на Аквитания и граф на Пуату 1058 – 1086
- Агнес Поатиенска (* 1025, † 14 декември 1077), чрез брак императтрица на Свещената Римска империя ; ∞ 1043 Хайнрих III (* 28 октомври 1017, † 5 октомври 1056), император (1046 – 1056)